# Filareto de Kiev
Filareto (em ucraniano:  Філарет, em russo:  Филаре́т; nascido: Mikhailo Antonovich Denisenko, em ucraniano:  Михайло Антонович Денисенко, 23 de janeiro de 1929, vila de Blagodatnoie, raion de Amvrosievski (hoje Oblast de Donetsk), okrug de Stalin, RSS da Ucrânia, URSS), religioso soviético e ucraniano, é primaz e patriarca da Igreja Ortodoxa Ucraniana do Patriarcado de Kiev (1995–2018; 2019–presente). Ele foi o patriarca "honorário" da Igreja Ortodoxa da Ucrânia (2018-2019) e o ex-metropolita de Kiev da Igreja Ortodoxa Russa (1966-1992). Ele foi destituído e em 1997 excomungado pelo Patriarcado de Moscou.

## Biografia
Filareto de Kiev foi Metropolita de Kiev e de toda a Ucrânia dentro do Patriarcado de Moscou. Após perder a eleição à frente deste patriarcado em 1990 para Alexis II, regressou à Ucrânia. Com a queda da União Soviética e a independência da Ucrânia, fundou o Patriarcado de Kiev em 1992. No entanto, ele não conseguiu obter o reconhecimento canônico ou a autocefalia do Patriarcado de Moscou. Em 1997, este último chegou a suspendê-lo do sacerdócio, destituí-lo e excomungá-lo, pela sua recusa em submeter-se às decisões da Igreja e por violar os cânones eclesiásticos. Esta anatematização foi então decretada pelo Patriarcado de Constantinopla.
Em 11 de outubro de 2018, o Patriarcado de Constantinopla o reintegrou na comunhão da Igreja. No entanto, enquanto restaurado ao episcopado, o Patriarcado de Constantinopla nunca o reconheceu como patriarca e o vê como o ex-metropolita de Kiev.

### Criação da Igreja Ortodoxa da Ucrânia e extinção do Patriarcado de Kiev
Em 15 de dezembro de 2018, a Igreja Ortodoxa Ucraniana do Patriarcado de Kiev uniu-se à Igreja Ortodoxa Autocéfala Ucraniana e alguns membros da Igreja Ortodoxa Ucraniana (Patriarcado de Moscou) na Igreja Ortodoxa da Ucrânia; a Igreja Ortodoxa Ucraniana do Patriarcado de Kiev deixou assim de existir.

### Restauração do Patriarcado
Apesar da anunciada dissolução da Igreja Ortodoxa Ucraniana do Patriarcado de Kiev, Filareto não deixou de usar um berbigão branco e apresentar prêmios do Patriarcado. Em uma entrevista em 25 de março de 2019, ele declarou: “O Patriarcado de Kiev não existe legalmente, mas realmente existe. Porque existe um patriarca. Portanto, há razões para apresentar ordens. Eu os darei no futuro também.”
Em 9 de maio, Filareto fez uma declaração, da qual se seguiu que, em sua opinião, o Patriarcado de Kiev não havia sido dissolvido de fato e continuava a existir.
Em 14 de maio, o “Apelo do Patriarca Filareto a todo o rebanho ortodoxo ucraniano” foi publicado no site do Patriarcado de Kiev: “O Patriarca Filareto continua sendo o atual hierarca. Tem sua própria diocese - a cidade de Kiev, membro permanente do Santo Sínodo. E como existe um Patriarca atuante, existe também o Patriarcado de Kiev. A Igreja Ortodoxa Ucraniana do Patriarcado de Kiev permanece registrada nos órgãos estatais. Em particular, o Patriarcado de Kiev foi registrado. Isso significa que legalmente o Patriarcado de Kiev continua a existir”.
Em 2019, por decreto do presidente Petro Poroshenko, Patriarca Filareto foi nomeado Herói da Ucrânia.